# McAfee VirusScan

McAfee SecurityCenter 2008

McAfee VirusScan ist ein populäres Antivirenprogramm von McAfee (früher auch unter dem Namen Network Associates bekannt). VirusScan wurde entwickelt für den Gebrauch auf privaten Computern – für die Verwendung in großen Unternehmen wird VirusScan Enterprise entwickelt. Für Mac OS X wurde ein eigenständiges Programm mit dem Namen VirusScan for Mac entwickelt.
Der Virenscanner kann nicht als sogenanntes „Standalone package“ im Handel bezogen werden, sondern nur im McAfee-VirusScan-Plus-Paket oder in der McAfee Internet Security Suite.

## Funktionalität
In  McAfee VirusScan Plus (Bezeichnung ab Version 2010: McAfee AntiVirus Plus) ist neben dem Virenscanner selbst ein Spywarescanner und auch eine Firewall eingebaut.
- „On-access“-Dateiscanner
- Firewallschutz für ein- und ausgehende Verbindungen
- Spywareschutz
- Tägliche Virendefinitionsupdates
- McAfee X-Ray Erkennung (Schutz gegen Rootkits)
- McAfee SiteAdvisor – zeigt Sicherheitsbewertungen von Webseiten im Browser
- McAfee SystemGuards – überwacht den Computer auf Aktivitäten, die durch Vireninfektionen oder Hackerangriffe verursacht werden könnten.

Das Programm ist kompatibel mit Microsoft Windows 2000, Windows XP, Windows Vista und Windows 7.

## VirusScan Enterprise
McAfee veröffentlicht auch einen Virenscanner für große Unternehmen unter dem Namen „VirusScan Enterprise“. Der Scanner beinhaltet besondere Funktionen für die Verwendung in größeren Netzwerken, vor allem für die Verwaltung auf mehreren Computern. Zudem beinhaltet er eine Clientversion für den Gebrauch auf den einzelnen Computern im Netzwerk und eine Version für Server (mit dieser werden die Updates zentral im Unternehmen eingespielt, genauso wie die Konfiguration der einzelnen Clients zentral geändert werden kann).

## VirusScan for Mac
Seit November 2008 bietet McAfee seinen Virusscanner auch für das Apples Betriebssystem macOS an. Frühere Versionen für OSX waren bekannt als Virex und wurden noch von HJC Software entwickelt.
- Kompatibel mit Mac OS X 10.5 Leopard und neuer
- Universal Code: Funktioniert auf allen Plattformen, PowerPC-, Intel- sowie M-Macs
- On Access Scanner
- 5300 Scanner Engine
- Apple Mail Scanner: Es werden auch die Mails innerhalb der Apple-Mail-Anwendung überprüft

## Geschichte
McAfee VirusScan kann auf eine lange Geschichte zurückblicken. Der Virenscanner existiert bereits seit Ende der 1980er Jahre, damals noch als reines Kommandozeilenprogramm für MS-DOS. Zu dieser Zeit gab es nur wenige hundert Viren und kaum alternative Virenscanner. Dementsprechend beliebt war das Programm Ende der 1980er und Anfang der 1990er Jahre. Es wurde damals noch als Shareware vertrieben und war z. B. über Mailboxen (BBS) erhältlich. Bis auf den Hinweis, dass es sich um eine nicht registrierte Version handelt, gab es jedoch kaum Einschränkungen bei den Funktionalitäten. Ergänzend hierzu gab es als separates Programm den „Virenwächter“ VShield, ein im Hintergrund laufender On-Access-Scanner.

## Kritik
- In Testberichten des britischen Fachmagazin Virus Bulletin[2] wurde über die mangelnde Erkennungsrate bei einigen bekannten Viren berichtet.
- In einem Bericht von CNET über VirusScan 2006 wird erwähnt, dass die Performance zu wünschen übrig lässt und ein kompletter Systemscan sehr lange dauern würde.[3]
- PC World nennt als positiv bei McAfee AntiVirus Plus 2010 eine gute signaturbasierte Malware-Erkennung, bemängelt allerdings ebenfalls vorhandene Performance-Probleme.[4]